# 尼達羅斯鎮區 (明尼蘇達州奧特泰爾縣)
尼達羅斯鎮區（英語：Nidaros Township）是位於美國明尼蘇達州奧特泰爾縣的一個行政鎮區。

## 歷史
尼達羅斯鎮區於1871年設立。鎮區得名自挪威市鎮特隆赫姆的前稱。

## 地方資料
尼達羅斯鎮區的面積為89.22平方千米，當中陸地面積為79.49平方千米，而水域面積為9.73平方千米。根據2020年美國人口普查的數據，當地共有人口356人，而人口密度為每平方千米3.99人。